# 米特格爾峰
46°36′51.3″N 9°38′47.7″E / 46.614250°N 9.646583°E

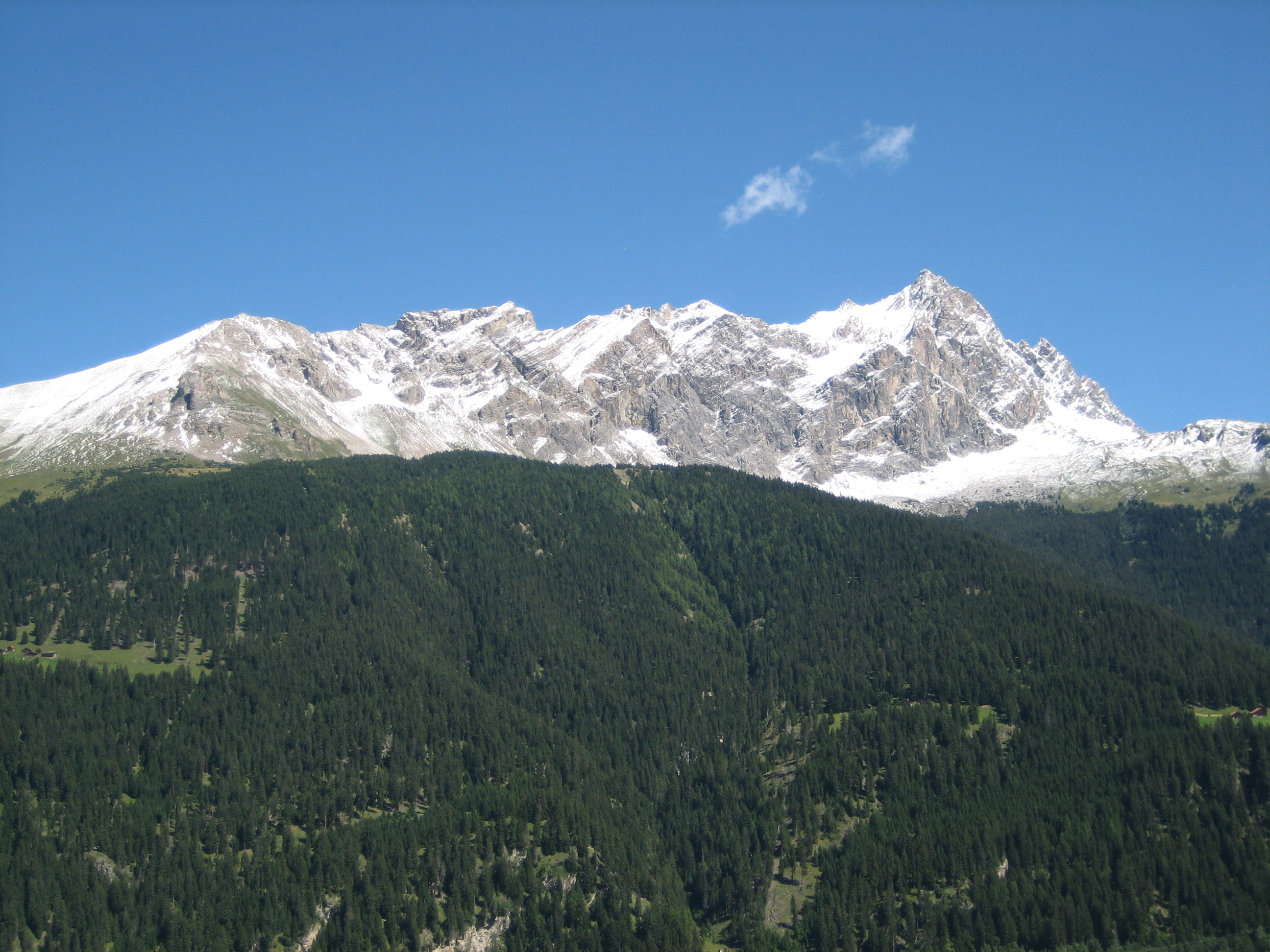

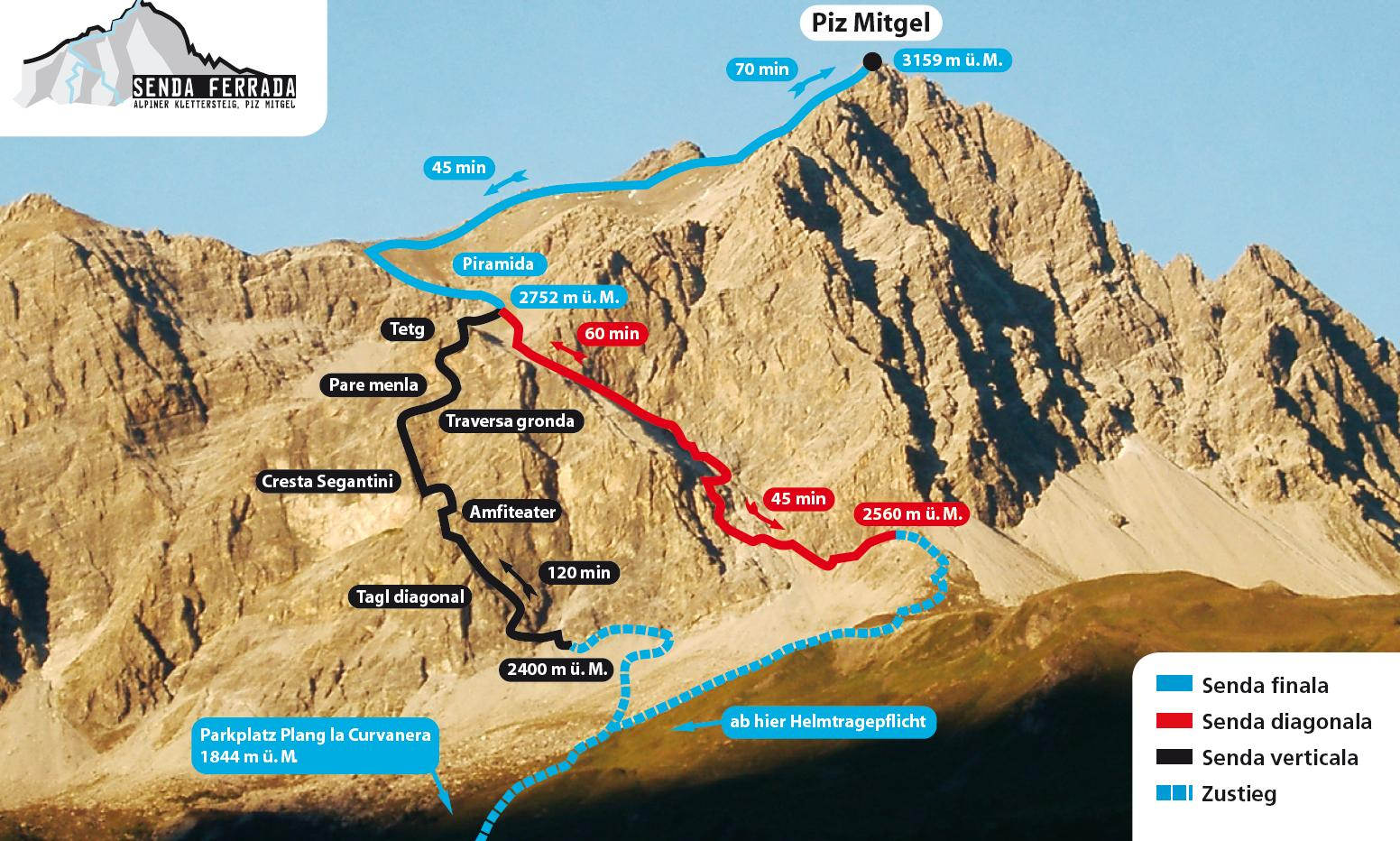

米特格爾峰（Piz Mitgel），是瑞士的山峰，位於該國東南部，由格勞賓登州負責管轄，屬於阿爾布拉山脈的一部分，海拔高度3,159米，每年平均降雨量1,729毫米。